# Sebald (Nürnberg)

Lage der Gemarkung 3450 Nürnberg-Sebald

Sebald, auch Sebalder Altstadt oder Altstadt, St. Sebald genannt, ist der nördliche Teil der Altstadt von Nürnberg und der Name Gemarkung 3450 und des statistischen Bezirks 06.

## Geographie
Sebald wird im Westen, Norden und Osten von der Nürnberger Stadtmauer und der Nürnberger Burg entlang dem Neutorgraben, dem Vestnertorgraben, dem Maxtorgraben und dem Laufertorgraben begrenzt. Im Süden bildet die Pegnitz die Grenze zu Lorenz. Der Trödelmarkt und Teile der Insel Schütt gehören zur Gemarkung 3450 Nürnberg-Sebald, jedoch nicht zum Statistischen Bezirk 06 Altstadt, St. Sebald.

## Struktur
Das Viertel ist von vielen Büro- und Geschäftshäusern durchzogen. Es war durch die Luftangriffe des Zweiten Weltkriegs sehr stark zerstört worden, so dass man in den ersten Nachkriegsjahren sogar von der Sebalder Steppe sprach. Während insbesondere große Teile östlich des Hauptmarktes in der einfachen Nachkriegsarchitektur der 1950er und 1960er Jahren neu entstanden, befinden sich im restlichen Viertel viele, teils rekonstruierte historische Gebäude und Straßenzüge.
Seit dem 14. Jahrhundert trieben die Menschen Stollen und Keller in die Nürnberger Felsen. Unter dem Stadtteil befinden sich daher zahlreiche ehemalige Felsenkeller, die im Zweiten Weltkrieg als Luftschutzbunker genutzt wurden. Der bekannteste dieser Bunker ist der Paniersbunker.

## Geschichte
Sebald wurde nach dem Heiligen Sebaldus von Nürnberg benannt, der nördlich der Pegnitz vielleicht selbst eine Peterskapelle errichtete. Als Teil der Altstadt ist die Geschichte des Viertels ansonsten großenteils identisch mit der Geschichte der Stadt Nürnberg.

## Sehenswürdigkeiten

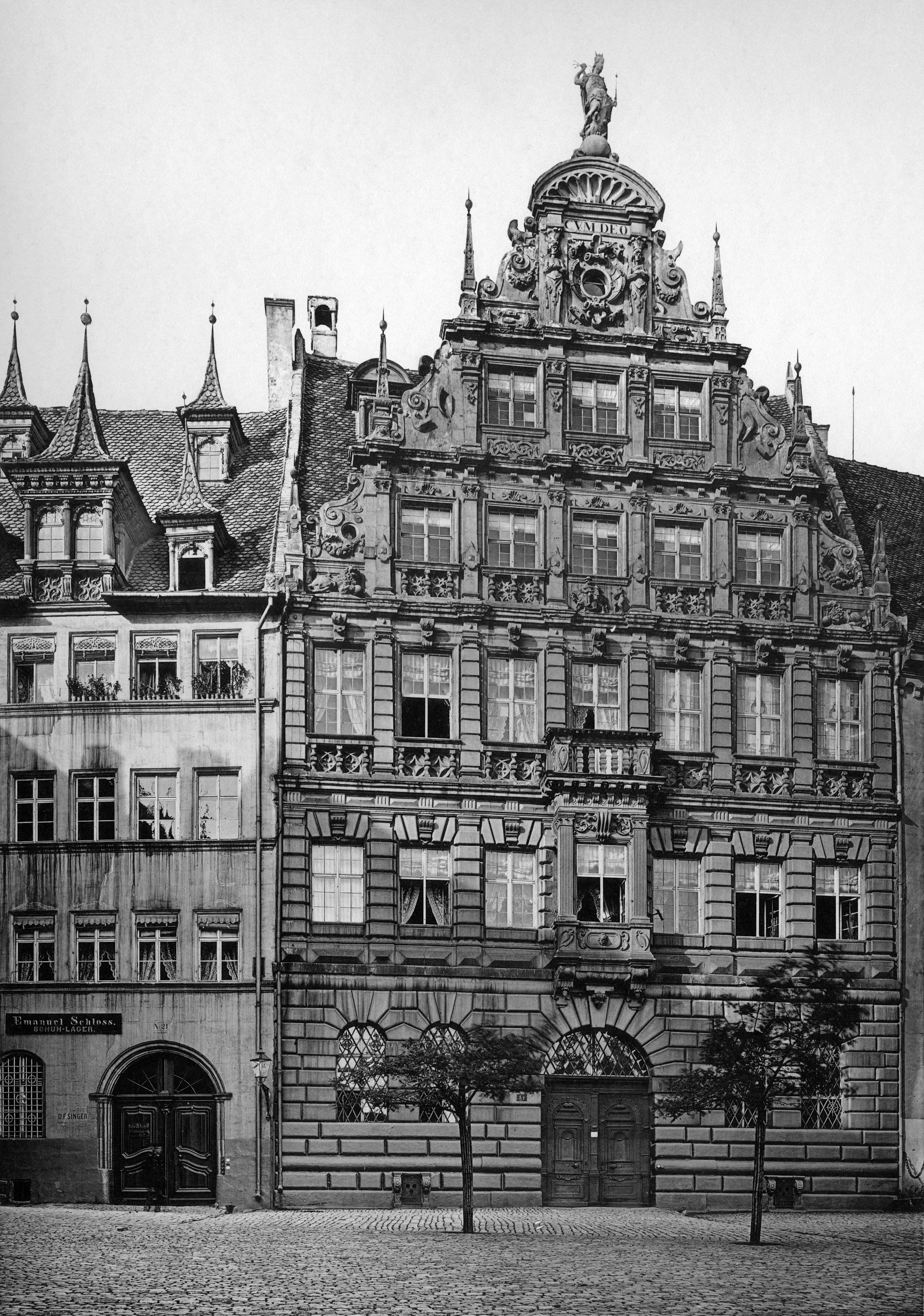
Die Fassade des Pellerhauses von 1605 galt bis zu ihrer Zerstörung 1945 als eine der bedeutendsten profanen Renaissancefassaden. Der Pellerhof im Inneren wird durch die Altstadtfreunde Nürnberg wiederaufgebaut.

Über die Hälfte der unter Historische Meile Nürnberg zusammengefassten Sehenswürdigkeiten Nürnbergs befinden sich in der Sebalder Altstadt. Zu den bekanntesten zählen:
- Kaiserburg
- Kirche St. Sebald
- Kirche St. Egidien
- Tucherschlößchen
- Pellerhaus
- Weinstadel
- Albrecht-Dürer-Haus
- Fembohaus
- Hauptmarkt mit Schönem Brunnen
- Weißgerbergasse (Nürnberg)
- Felsengänge (Nürnberg)
- Lochgefängnisse (Nürnberg)

Auch der weltbekannte Nürnberger Christkindlesmarkt findet jährlich in der Adventszeit auf dem Hauptmarkt statt.

## Öffentliche Einrichtungen
- Nürnberger Rathaus
- Stadtbibliothek Nürnberg
- Einwohnermeldeamt
- Ordnungsamt
- Integrationsamt
- Kassen- und Steueramt
- Gesundheitsamt

## Museen
- Albrecht-Dürer-Haus
- Bernsteinmuseum Nürnberg
- Deutsches Museum Nürnberg
- Deutsches Spielearchiv Nürnberg
- Henkerhaus Nürnberg
- Felsengänge
- Historischer Kunstbunker
- Hutmuseum Nürnberg
- Kaiserburg-Museum
- Mittelalterliche Lochgefängnisse
- Museum Tucherschloss mit Hirsvogelsaal
- Spielzeugmuseum Nürnberg
- Stadtmuseum Fembohaus

## Bildung
- Friedrich-Alexander-Universität  (WISO)
- Willstätter-Gymnasium
- Johannes-Scharrer-Gymnasium (Nürnberg)

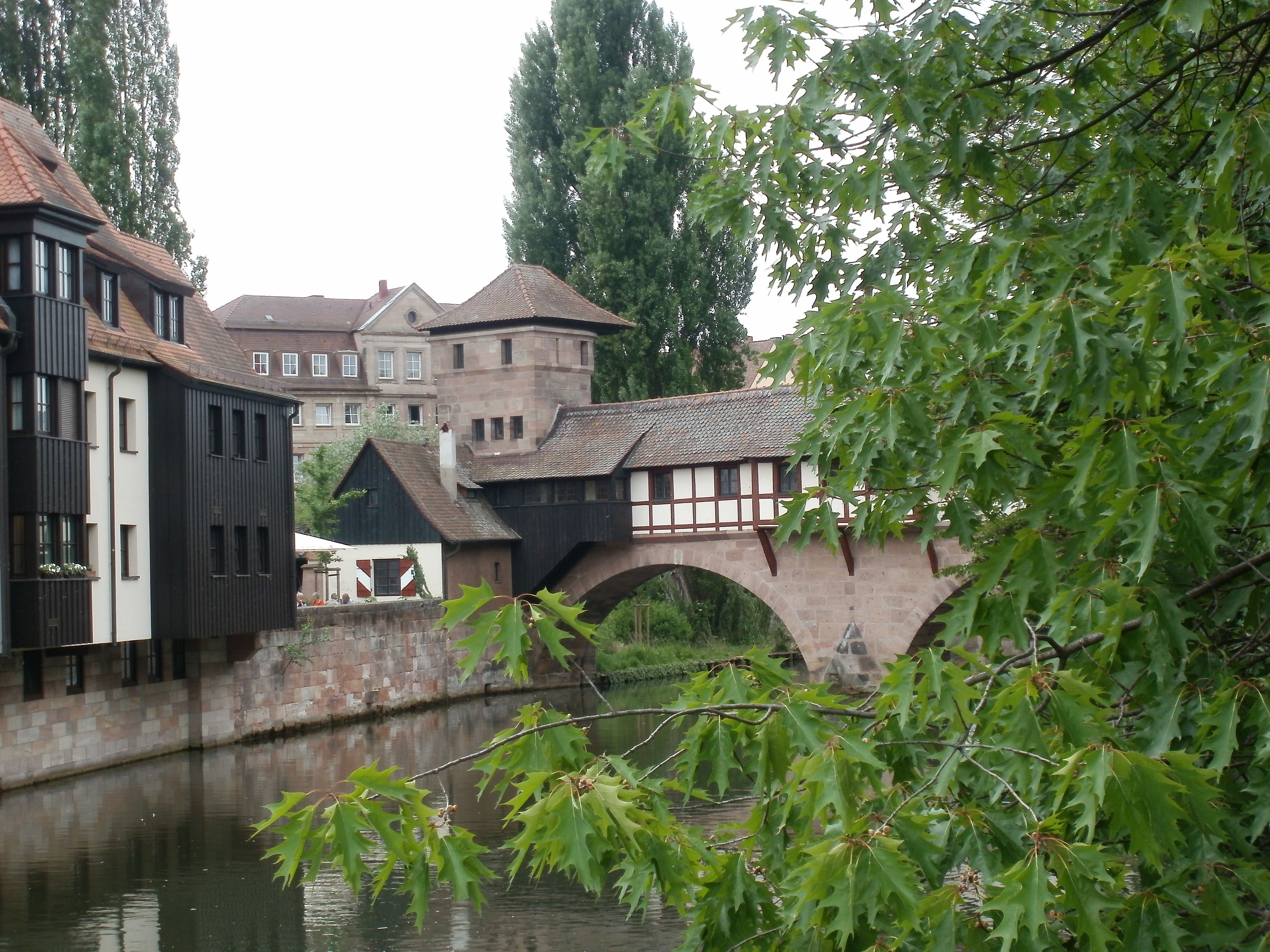
Henkersmuseum

## Verkehr
- : Doku-Zentrum  – St. Peter  – Dürrenhof   – Rathenauplatz   – Rathaus – Hauptmarkt – Plärrer
- : Heilig-Geist-Spital  – Rathaus – Maxfeld  – Berufsförderungswerk – Kriegsopfersiedlung
- : Heilig-Geist-Spital  – Rathaus – Maxfeld  – Nordostbahnhof   – Martha-Maria-Krhs.
- : Heilig-Geist-Spital  – Rathaus – Maxfeld  – Thon  – Forchheimer Str.

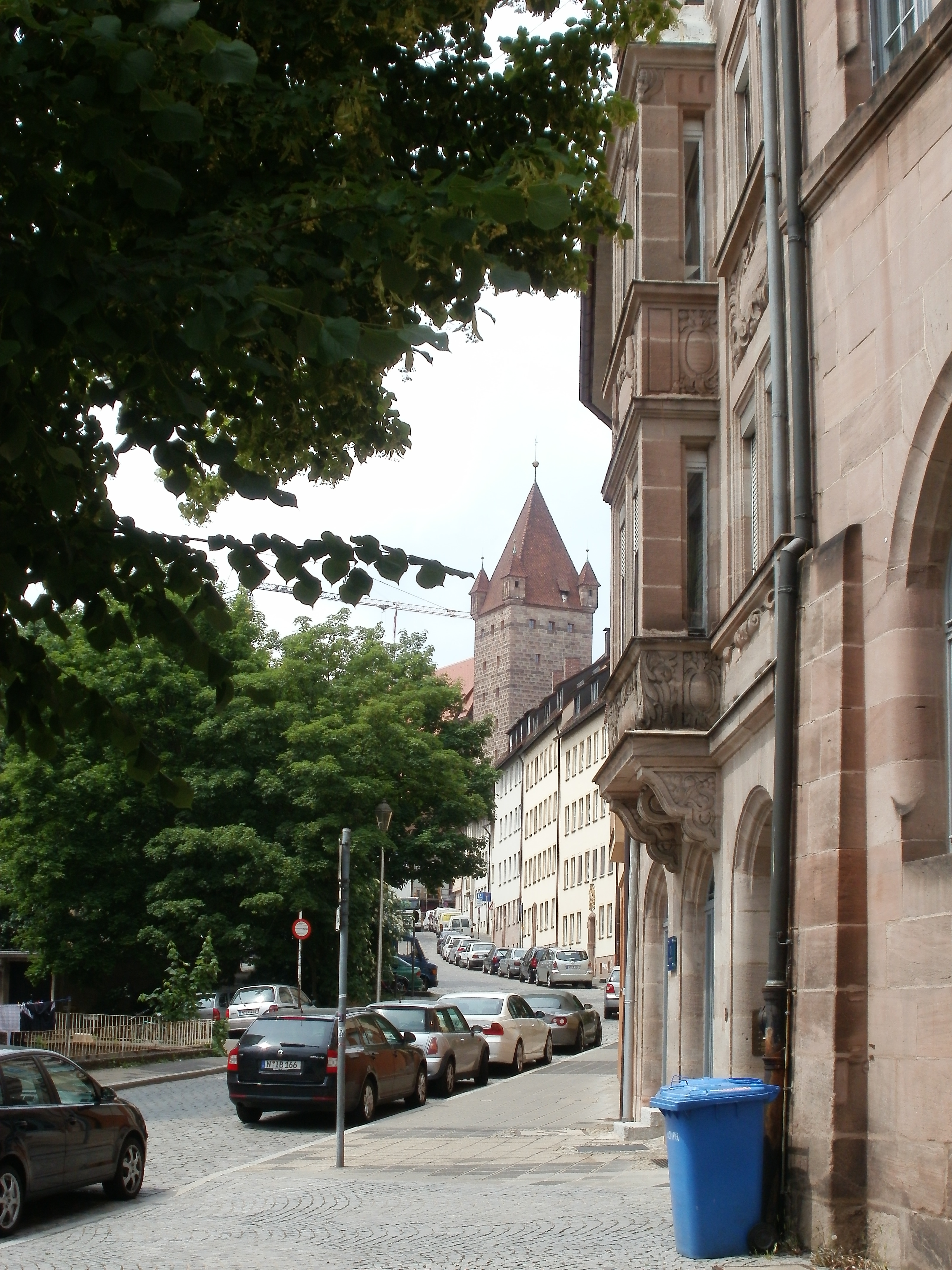
Blick zur Kaiserburg vom Paniersplatz aus

Außerdem verläuft durch Sebald der Fränkische Marienweg.

## Literatur

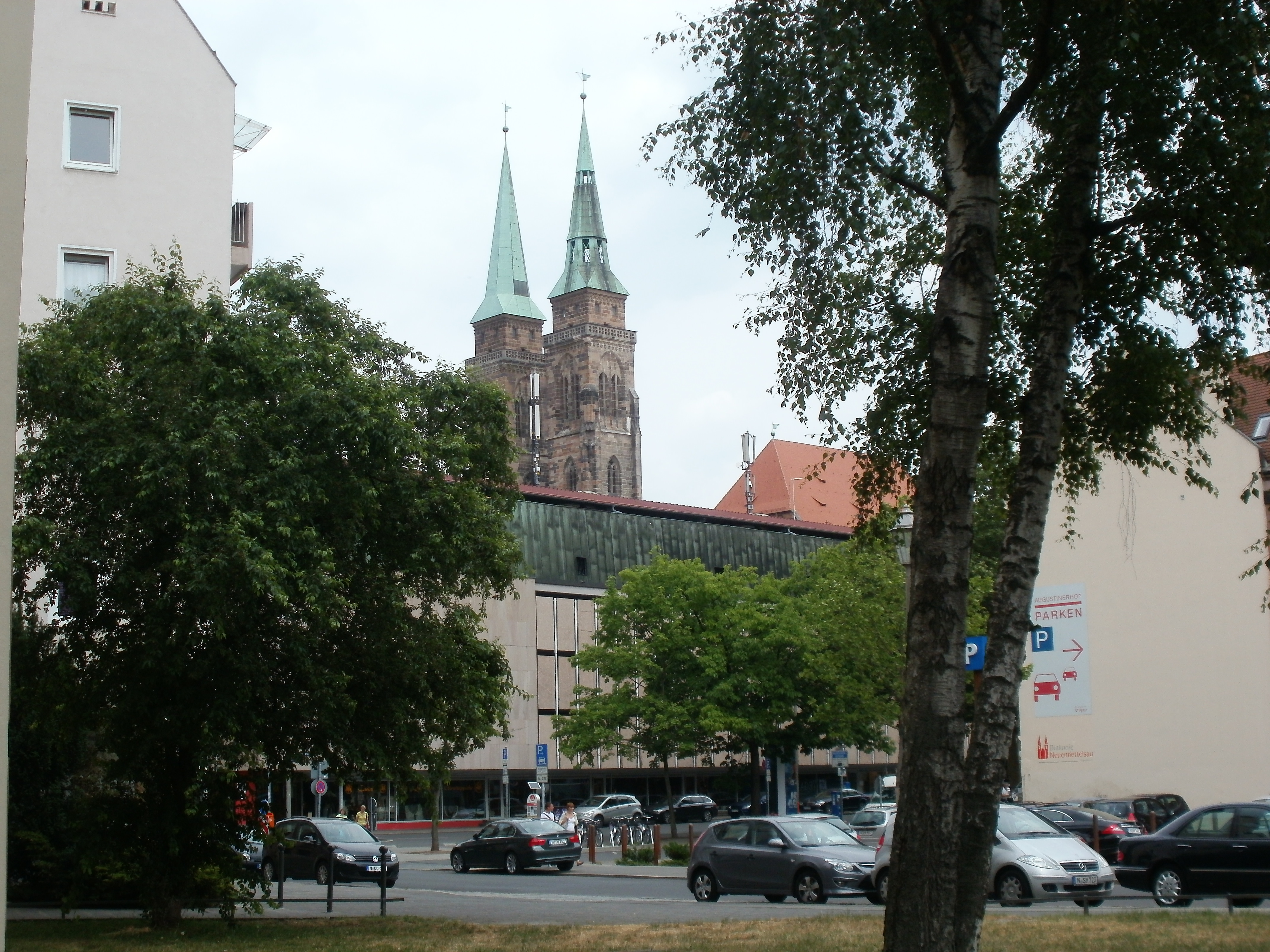
Sebalduskirche